# Boronia odorata
Boronia odorata är en vinruteväxtart som beskrevs av M. F. Duretto. Boronia odorata ingår i släktet Boronia och familjen vinruteväxter. Inga underarter finns listade i Catalogue of Life.